# Rita Volk
Rita Volk (* 3. září 1990, Taškent, Uzbecká SSR), rodným jménem Margarita Volkovinskaja, je uzbecká herečka a modelka. Nejvíce se proslavila rolí Amy v seriálu stanice MTV Předstírání.

## Životopis
Rita se narodila v Taškentu v Uzbekistánu, do San Franciska se přestěhovali, když jí bylo 6 let. Díky modelingovému skautovi, získala možnosti zúčastnit se konkurzů na reklamy a hned si herectví zamilovala. Navštěvovala Lowell High School v San Franciscu. Během studia hrála v několik školních hrách. Po střední škole nastoupila na Dukeovu univerzitu, kde odpromovala s titulem z psychologie. Během studia hrála ve studentských filmech.

## Kariéra
V roce 2013 byla Rita obsazena do hlavní role seriálu stanice MTV Předstírání. Původně se pokoušela o roli Karmy, ale získala roli Amy. V roce 2015 byla obsazena do filmu Holding Patterns.

## Filmografie
| Rok       | Název                              | Role            | Poznámky                     |
| --------- | ---------------------------------- | --------------- | ---------------------------- |
| 2012      | Rizzoli & Isles: Vraždy na pitevně | Lea Babic       | Epizoda: "Cuts Like a Knife" |
| 2013      | Major Crimes                       | Briana Mathis   | Epizoda: "Backfire"          |
| 2014      | The Hungover Games                 | Katnip Everlean |                              |
| 2014-2016 | Předstírání                        | Amy Raudenfeld  | Hlavní role                  |
| 2016–2017 | Relationship Status                | Erin            | Internetový seriál, 8 dílů   |
| 2016      | Almost Friends                     | Heather         |                              |
| 2018      | Summertime                         | Winky           |                              |